# Thomery
Thomery ist eine französische Gemeinde mit 3417 Einwohnern (Stand 1. Januar 2022) im Département Seine-et-Marne der Region Île-de-France. Sie gehört zum Kanton Montereau-Fault-Yonne im Arrondissement Fontainebleau.

## Geographie
Thomery besteht aus By, einer ehemaligen selbstständigen Gemeinde, und den Weilern Monforts und Effondré.
Umgeben ist Thomery von den Gemeinden Samoreau im Nordwesten, Féricy sowie Machault im Norden und Nordosten, Avon und Fontainebleau im Westen sowie Veneux-les-Sablons und Champagne-sur-Seine im Osten und Südosten.

## Geschichte
Thomery war seit dem 11. Jahrhundert eine Manse des Priorats Saint-Denis de la Chartre in Paris.
Im 19. Jahrhundert wurde Thomery bekannt für seine besondere Zucht von Tafeltrauben, was dem Ort bis Anfang des 19. Jahrhunderts großen Wohlstand brachte.

### Bevölkerungsentwicklung
| Jahr      | 1962 | 1968 | 1975 | 1982 | 1990 | 1999 | 2007 | 2016 | 2019 |
| Einwohner | 1949 | 1906 | 2249 | 2649 | 3025 | 3203 | 3345 | 3493 | 3420 |

## Städtepartnerschaften
- Moissac in Frankreich

## Sehenswürdigkeiten
- Kirche Saint-Amand, erbaut ab dem 13. Jahrhundert (Monument historique)
- Museum Rosa Bonheur, in ihrem Wohnhaus und Atelier untergebracht
- Mauern mit Rebstöcken (Monument historique)

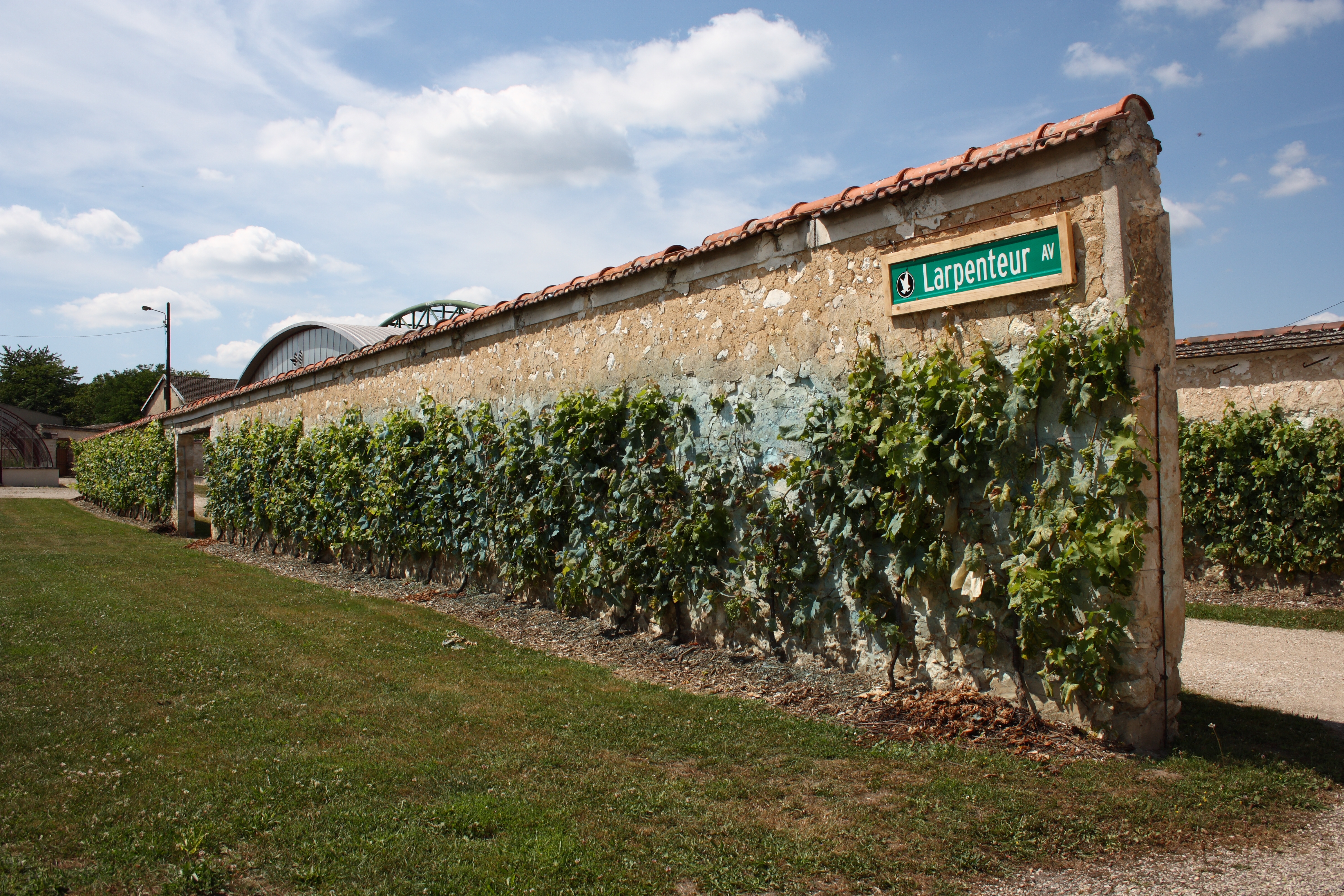
Mauer mit Rebstöcken für Tafeltrauben

## Wirtschaft und Infrastruktur
Thomery war lange Zeit durch den Weinbau geprägt. Zwischen den beiden Weltkriegen siedelte sich eine Fabrik für Wälzlager an, die bis zu 700 Beschäftigte hatte. 1964 wurde sie von der schwedischen Gruppe SKF übernommen, deren verkaufter Unternehmensteil heute im Ort noch etwa 100 Personen beschäftigt.
Thomery liegt an der Bahnstrecke Paris–Marseille.

## Persönlichkeiten
- Rosa Bonheur (1822–1899), Malerin, lebte im Ortsteil By von Thomery, wo sie starb
- Adrienne Clostre (1921–2006), in Thomery geborene Komponistin, erhielt 1949 den Prix de Rome
- Francis Gruber (1912–1948), Maler, Sohn des Glasmalers Jacques Grüber, lebte in Thomery und wurde auf dem kommunalen Friedhof bestattet
- Fernand Gregh (1873–1960), französischer Lyriker und Literaturkritiker, der in seinem Haus im Ortsteil By, genannt Bois-Billaud, seine Künstlerfreunde empfing